# Включите северное сияние
«Включите северное сияние» — советский детский художественный фильм 1972 года.

## Сюжет
В школу-интернат порта «Красин» из далёкой Одессы прилетел Коля Чимбарцев, которого должен встречать отец-гидролог, но тот вовремя не вернулся с научной станции, расположенной на льдине, и не вышел на радиосвязь. Коля знакомится с братом и сестрой: Лёнькой и Наташей Соколовыми, и они втроём решают сами через школьную радиостанцию выйти в эфир, но случайно ломают её, а затем ещё разбивают колбу от одного аппарата в кабинете физики, и тамошний учитель хочет донести на них директору. Желая отсрочить наказание, ребята решают пойти на аэродром на соседнем острове, где будут показывать кино. Они пишут записку, но тут по радио передают предупреждение о надвигающейся пурге. Лёнька комкает записку, и ребята решают отсидеться под кроватями. Через какое-то время Соколовы засыпают, а Коля, решая подшутить, кладёт записку на видное место, чтобы, когда их начнут искать, выйти и во всём признаться. Но затем он и сам засыпает, а записку находят и в посёлке объявляют тревогу: в пургу ушли дети.

## В ролях
| Актёр                | Роль                                  |
| -------------------- | ------------------------------------- |
| Игорь Меркулов       | Коля Чимбарцев                        |
| Оля Казакова         | Наташа Соколова                       |
| Костя Леневский      | Лёнька Соколов                        |
| Елена Легурова       | Ниночка                               |
| Миша Шунин           | первоклассник                         |
| Евгений Леонов       | Серёжа Коновалов                      |
| Инга Третьякова      | ученица интерната                     |
| Константин Степанков | папа Наташи и Лёни Степан Васильевич  |
| Люсьена Овчинникова  | мама Наташи и Лёни Мария Петровна     |
| Иван Рыжов           | капитан порта                         |
| Валерий Рыжаков      | гидролог, папа Коли Евгений Чимбарцев |
| Таисия Котеничева    | радистка Рая                          |
| Ольга Матешко        | радистка Клава                        |
| Пётр Соболевский     | директор школы Пётр Савельевич        |
| Георгий Милляр       | учитель физики                        |
| Валентина Телегина   | повариха                              |

## Съёмочная группа
- Автор сценария: Радий Погодин
- Режиссёр: Радомир Василевский
- Оператор: Вадим Авлошенко
- Композитор: Геннадий Гладков
- Художник: Юрий Богатыренко